# Villacastín
Villacastín – gmina w Hiszpanii, w prowincji Segowia, w Kastylii i León, o powierzchni 109,57 km². W 2011 roku gmina liczyła 1637 mieszkańców.